# 大慶寺 (鎌倉市)
大慶寺（たいけいじ）は、神奈川県鎌倉市にある臨済宗円覚寺派の寺院である。山号は霊照山、本尊は釈迦如来。

## 歴史
創建は弘安年間（1278年～1287年）と伝わる。創建当時は現在より南東（梶原1丁目、現鎌倉市立深沢中学校付近）にあった。創建後、無象静照、秋澗道泉などが住持となった。

1356年（延文元年）傑翁是英が、大慶寺開山塔方外庵の塔主となり、1357年（延文2年）8月7日大慶寺住持となる。この頃には、関東準十刹に列せられていた。

1386年（至徳元年）十刹の位次改訂で、関東十刹に列せられた。鎌倉幕府・室町幕府による禅宗保護の政策により発展し、方外庵、指月庵、覚華庵、天台庵、大堂庵、本光庵などの塔頭があり、薬師堂や地蔵堂もあり、深沢周辺に広大な寺域をもった。大慶寺周辺一帯は「寺分」という地名だが、これは「大慶寺の寺域」に由来する地名で、往時の広さを推測できる。

1512年（永正9年）には北条早雲の軍勢に寺が焼き払われた。

1513年（永正10年）には仏殿、総門が風で倒れるなどして荒廃した。

1549年（天文18年）奇文禅才が住持となり、復興に尽力した。

1560年（永禄3年）から1561年（永禄4年）にかけ上杉謙信の鎌倉侵攻（小田原城の戦い）の影響をうけ、本尊はじめ諸像を円覚寺に退避させるなど、戦乱の影響によって次第に衰退していった。

1841年（天保12年）に成立した『新編相模国風土記稿』には「大慶廃寺」との記載があり、江戸時代後期には廃絶していたと推測される。

1943年（昭和19年）に大慶寺の塔頭だった「方外庵」を大慶寺に改称し、現在に至っている。

## 寺宝

### 市指定重要文化財
- 本尊 木造釈迦如来坐像（附 胎内銘札二枚）[3]
- 鎌倉時代の石造宝塔2基[4]

### 市天然記念物
- 樹齢700年と伝わるビャクシンの木2本[5]

### そのほか
- 大慶寺開山大休正念木像
- 方外庵開山秋澗道泉木像
- 前住職鎌田茂雄の墓

### 本尊について
本尊の木造釈迦如来坐像は二代目で1567年（永禄10年）に仏師快円が作ったものである。先代の本尊は北条早雲の焼き討ちにより頭部以外を失い、その後胴体を修復した上で円覚寺に退避させたものの、1563年（永禄6年）に円覚寺の火災により焼失した。

## アクセス
湘南モノレール「湘南深沢駅」より、徒歩約5分